# 玛丽·格雷斯·坎菲尔德
玛丽·格雷斯·坎菲尔德（英語：Mary Grace Canfield，1924年9月3日—2014年2月15日），是一名美国女演员，她在1954年开始职业生涯，并常常扮演大龄单身女性。
坎菲尔德出生于纽约州罗彻斯特，并在匹兹福德长大，有一个大两岁的姐姐。
2014年2月15日，她死于肺癌。她有两个孩子。

## 其他链接
- 玛丽·格雷斯·坎菲尔德在互联网电影资料库（IMDb）上的資料（英文）